# Kovács Klára (bábművész)
Kovács Klára (Budapest, 1939. május 20. –) magyar bábművész, színésznő.

## Életpályája
Bábszínészi pályáját az Astra Bábegyüttes tagjaként kezdte 1962-ben, 1985-ig játszott itt. 1972-ben végezte el a Bábszínészképző Tanfolyamot és egy évadig az Állami Bábszínház tagja volt. 1973-tól szabadfoglalkozású művésznő. 1990-től a Budai Bábszínház alapító igazgatója és művésze. Játszott többek között a Bartók Gyermekszínházban, a Váci Nézőtér Színházban is és a televízió több műsorában. Szinkronhangként leginkább a Pom Pom meséi című rajzfilmsorozatban Picur hangjaként ismert. A Varázsműhely című televíziós sorozat főanimátora volt és több mesejáték dalszerzője.
Férje Cs. Szabó István bábszínész, előadóművész és író.
Az iskolám épületében egy színház működött, tagokat kerestek. Jelentkeztem, és felvettek. A Török Pál utcai Pinceszínház egy romos raktárhelyiségből vált a fiatalok színházává, annak idején magam is részt vettem a felújításában. Az Astra Marionett Stúdió, amelynek alapító tagja voltam, 1966-ig működött itt. Később elvégeztem az Állami Bábszínház színészképzőjét. Aztán sok helyen megfordultam, például a Pannónia Filmstúdióban rajzoltam. A pécsi Nemzetközi Bábfesztiválon ’69-ben ismertem meg Istvánt, azóta együtt élünk, és dolgozunk. Két lányunk született, a nagyobbik újságíró, a kisebbik művelődésszervező, és elvégezte a Képzőművészeti Egyetemet.

## Fontosabb színházi szerepei
- Molnár Ferenc: Liliom.... Julika
- Jevgenyij Lvovics Svarc: Hókirálynő.... Holló
- Vörösmarty Mihály: Y háború.... Y
- Nyilassy Judit: Mozart.... a kis Mozart
- Urbán Gyula: Hupikék Péter.... Hupikék Péter
- Urbán Gyula: Hagymácska kalandjai.... Hagymácska
- Szergej Szergejevics Prokofjev: Hamupipőke.... szereplő
- Habcsók hercegnő.... több szerep
- Bubu kalandjai.... több szerep
- Erdei történetek.... több szerep
- Lepketündér.... több szerep

## Filmes és televíziós szerepei
- Dugasz Matyi
- Tv-ovi (sorozat)
- Mi újság a Futrinka utcában? (1964) (hang)
- Mézga Aladár különös kalandjai (rajzfilmsorozat, 1972) – További szereplők (hang)
- Minden szerdán (1979)
- Futrinka utca (bábfilmsorozat, 1979)
- Pom Pom meséi I-II. (rajzfilmsorozat, 1978-1981) – Picur (hang)
- Minden egér szereti a sajtot (1981) – Pepita egerek (hang)
- A nagy ho-ho-horgász I-II. (rajzfilmsorozat, 1982-1988) – További szereplők (hang)
- A furfangos csecsemő (1985)
- Titiri (1988)